# Ceratomyxa fisheri
Ceratomyxa fisheri is een microscopische parasiet uit de familie Ceratomyxidae. Ceratomyxa fisheri werd in 1929 beschreven door Jameson. 